# Elaphostrongylus rangiferi
Elaphostrongylus rangiferi är en rundmaskart. Elaphostrongylus rangiferi ingår i släktet Elaphostrongylus, och familjen Protostrongylidae. Arten är reproducerande i Sverige.